# День ветеранов и павших на Мальвинской войне
«День ветеранов и павших на Мальвинской войне» (исп. Día del Veterano de Guerra y de los Caídos en la Guerra de las Malvinas, англ. Day of the War Veteran and the Fallen in the Malvinas War) — национальный день памяти в республике Аргентина, который отмечается в этой латиноамериканской стране ежегодно, 2 апреля. Второе, неофициальное, название праздника — «День Мальвинских островов». Впервые он официально отмечался в 2001 году.

## История, описание и празднование
Эта дата посвящена чествованию ветеранов и почитанию памяти павших военнослужащих аргентинской армии, которые участвовали в Фолклендской войне против вооружённых сил Великобритании. Поражение в этой войне стало весьма болезненным ударом по национальной гордости для граждан Аргентины. Оно явилось непосредственной причиной падения аргентинской военной хунты: уже 17 июня Леопольдо Гальтиери под влиянием массовых демонстраций в Буэнос-Айресе ушёл в отставку. Несмотря на капитуляцию 1982 года, вполне возможно, власть Аргентины рассматривает эти события, как проигрыш в битве, но не проигрыш в войне. Эту точку зрения косвенно подтверждает то, что руководство страны никогда не отказывалось от претензий на Мальвины.
«День ветеранов и павших на Мальвинской войне» празднуется согласно Закону Аргентины № 25370, который законодательное собрание республики приняло 22 ноября 2000 года. 15 декабря того же года законопроект был утверждён президентом Аргентины и праздник получил официальный статус.